# 大田和正
大田 和正（おおた かずまさ、1966年12月29日 - ）は、1990年代に琉球放送（RBCラジオ）で活動したラジオパーソナリティ、ローカルタレントである。
沖縄県名護市出身。ニックネームは“クロマル”。

## 略歴
1990年沖縄国際大学卒業後、4月にRBCラジオのラジオカーリポーターとして採用。デビューは「ここほれワンワン　ほり出し中古車情報」の午後ワイド番組の1コーナーのリポーターだった。リポーターの実績が買われ、同年10月に当時人気の深夜ローカル番組だった「ラジオジャック」の月曜担当のアシスタントに起用された（メインパーソナリティーは箕田和男アナ）。
デビュー当初数ヶ月間は本名の大田和正で名乗ったが、もともと色黒で、ラジオジャックでテレビ時代劇「怪傑黒頭巾」のパロディーであるラジオドラマ「怪傑白頭巾」で“クロマル”役を演じたことから、“クロマル”の役名がそのままニックネーム・芸名となった。
1992年10月5日、箕田和男アナの後を受けて、ラジオジャックの月曜のメインパーソナリティー就任・昇格となった。そして1993年10月から同番組の後番組となる「ラジ・ゲリラ」でも引き続き木曜のパーソナリティーを務め、現在では人気グループDA PUMPのリーダーであるISSA（辺土名一茶）の姉で元アイドルの里中茶美がアシスタントに起用した。さらに1995年からは「ナマやさ HOT WAVE」（コカ・コーラ提供の企画ネット番組）のパーソナリティーも務めた。
1997年4月からは「クロマルのPowerRadio」を日曜夕方にスタートし、那覇中心の沖縄ローカル番組とは違い、出身地である山原（沖縄本島北部）中心の地域貢献番組として親しまれた（当時RBCラジオにはこのほかにも宮古島・八重山諸島それぞれを中心とした番組が放送されていた）。しかし2000年頃に番組終了と同時にラジオから一線を退いた。2004年10月のRBC開局50周年記念特別番組に久々に登場した。

## 人物像
- 高校時代にボクシングをやっていたこともあり、県出身のプロボクサーである名護明彦を積極的に支援していた。
- 地域貢献活動のために沖縄のみならず、時々日本本土や海外にも足を運んでいた。
- RBCの専属タレントのような形だったため、RBC以外の他局には一切出演しなかった。

## 主な出演番組
- ここほれワンワン　ほり出し中古車情報（RBCラジオ、1990年代前半）
- ラジオジャック（RBCラジオ、1990年～1993年）
- おきなわ愛ランド（RBCテレビ、1990年～1991年）
- クロマルの以心伝心しあわせクイズ（RBCラジオ、1990年代前半）
- ラジ・ゲリラ（RBCラジオ、1993年～1995年）
- ナマやさ HOT WAVE（RBCラジオ、1995年～1998年）
- クロマルのPowerRadio（RBCラジオ、1997年～2000年）
- 琉球放送開局50周年記念特別番組（RBCラジオ、2004年10月）